# 五角罩帳
在幾何學中，五角罩帳是指底面為五邊形的罩帳，另外一個底面為十邊形。每個五角罩帳皆屬於十七面體，具有17個面、35個邊和20個頂點。若一五角罩帳的兩底面為正五邊形和正十邊形則可稱為正五角罩帳。

## 正五角罩帳
考慮一個正五角罩帳，若其每個面皆為正多邊形則為92種Johnson多面體（J6）中的其中一個，可由半正多面體中的截半二十面體對切而得來。這92種詹森多面體最早在1966年由諾曼·詹森命名並給予描述。
此時只要知道邊長就能計算出高、半徑、表面積和體積，假設邊長為a，該數值可由固定的公式算出：
{\displaystyle V=\left({\frac {1}{12}}\left(45+17{\sqrt {5}}\right)\right)a^{3}\approx 6.91776...a^{3}}
{\displaystyle A=\left({\frac {1}{2}}\left(5{\sqrt {3}}+{\sqrt {10\left(65+29{\sqrt {5}}\right)}}\right)\right)a^{2}=\left({\frac {1}{2}}{\sqrt {5\left(145+58{\sqrt {5}}+2{\sqrt {30\left(65+29{\sqrt {5}}\right)}}\right)}}\right)a^{2}\approx 22.3472...a^{2}}
{\displaystyle R=\left({\frac {1}{2}}\left(1+{\sqrt {5}}\right)\right)a\approx 1.61803...a}
{\displaystyle H=\left({\sqrt {1+{\frac {2}{\sqrt {5}}}}}\right)a\approx 1.37638...a}

### 對偶多面體
詹森多面體中的正五角罩帳是一種五方半偏方面體與一種十角反角錐的組合，是二十面體的一種，具有20個面：10個三角形、5個箏形和5個菱形。
| 正五角罩帳的對偶 | 對偶的展開圖 |
| ---------------- | ------------ |
|                  |              |

## 外部連結
- 埃里克·韦斯坦因. . MathWorld.
- 埃里克·韦斯坦因. . MathWorld.